# Сомендена (Бергамо)
Сомендена је насеље у Италији у округу Бергамо, региону Ломбардија.
Према процени из 2011. у насељу је живело 302 становника. Насеље се налази на надморској висини од 697 м.